# برک (نام خانوادگی)
برک یک نام خانوادگی‌ست. افراد شاخص با این نام از این قراراند:
- بیلی برک
- الکساندرا برک
- ادوین جی. برک
- دوگ برک (تنیس‌باز)
- توماس برک (ورزشکار)
- جک برک
- ادوارد آر. برک
- بروک برک
- ادموند برک
- کلم بورک
- دلتا برک
- دیوید برک
- کیتی برک
- لین بورک
- پال برک (هنرپیشه)
- تام برک (هنرپیشه)
- سارا برک
- ریمند لئو برک
- سالومون برک
- پرستون برک
- ژولیت برک